# MS Silver Spirit
Сілвер Спіріт (англ. Silver Spirit — Срібний дух) — п'ятизірковий круїзний лайнер кампанії Silversea з Монако, яка займає в морському круїзному бізнесі сегмент високого класу обслуговування. Побудований у 2009 році в Анконі, корабель є шостим і найбільшим судном кампанії. В його дизайні втілені ідеї архітектора Джакомо Мортоли.

## Історія судна
Корабель ходить під багамським прапором.
23 грудня 2009 року «Сілвер Спіріт» вирушив у свій перший рейс з Барселони, Іспанія в Лісабон, Португалія. З Лісабону здійснив трансатлантичний рейс до Форт-Лодердейлу, Флорида США, а 21 січня 2010 року вийшов у перше 91-денне плавання довкола Америки. Судно заходило до портів Бразилії, Мексики, країн Карибського басейну.
В літні місяці лайнер здійснює круїзи по Середземному морю (Греція, Туреччина, країни Чорного моря), в зимовий повертається в південну частину Тихого океану — курсує на Гаваї, Французьку Полінезію, заходить в Карибський басейн.
У 2012 році «Сілвер Спіріт» пройшов Панамський канал вирушив у середземноморський круїз з заходом в порти Чорного моря. 21 червня здійснив захід в Севастополь, 22-го — відвідав Одесу.

## Умови перебування на судні
540 пасажирів «Сілвер Спіріт» розміщуються в 270-ти каютах класу «люкс». На борту працюють шість ресторанів, є відкритий басейн, 4 джакузі, театр і кінотеатр, SPA-салон, масажні салони, сауна і навіть турецька лазня. На кораблі діють нічний клуб і музичний «Stars Supper Club».

## Галерея

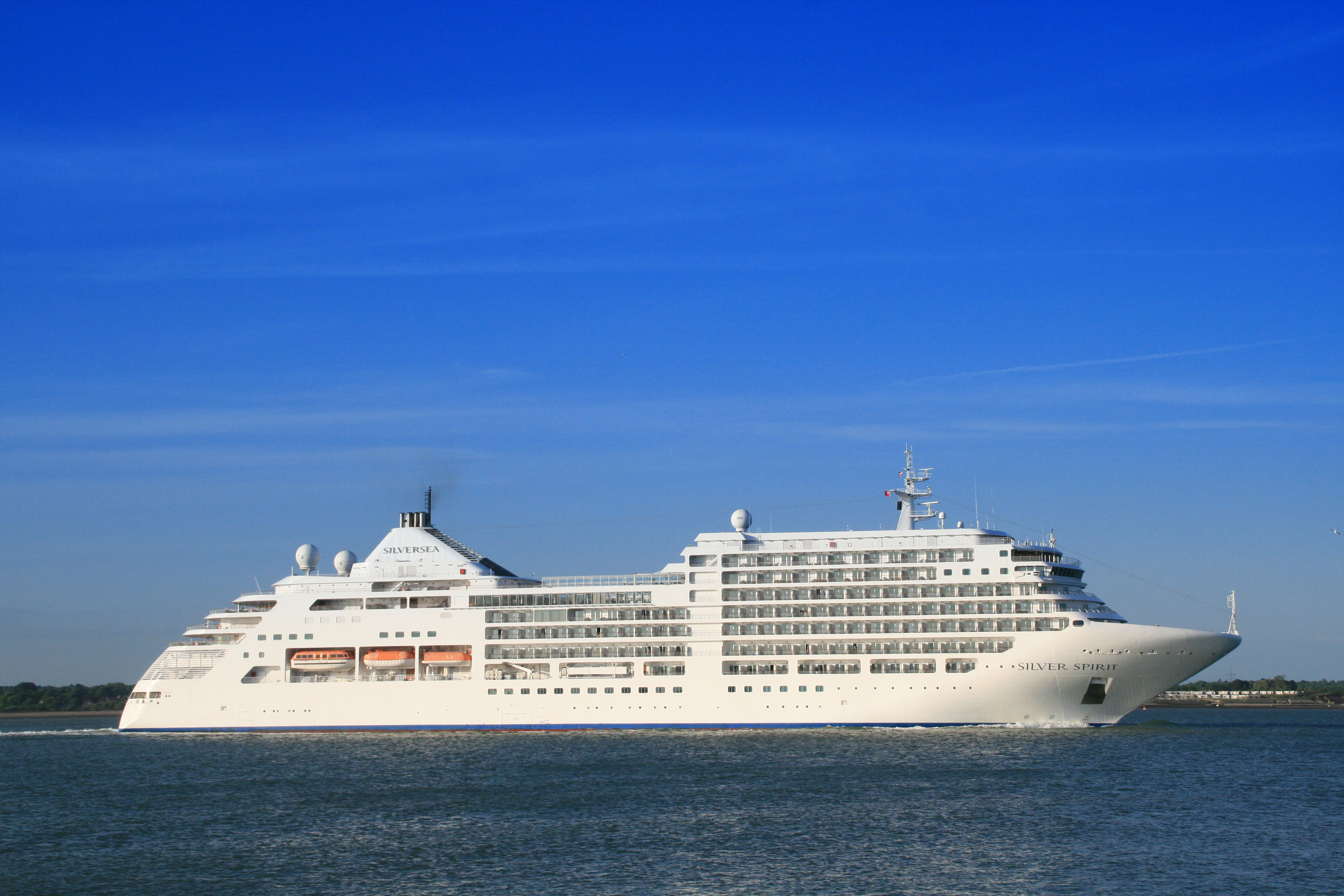
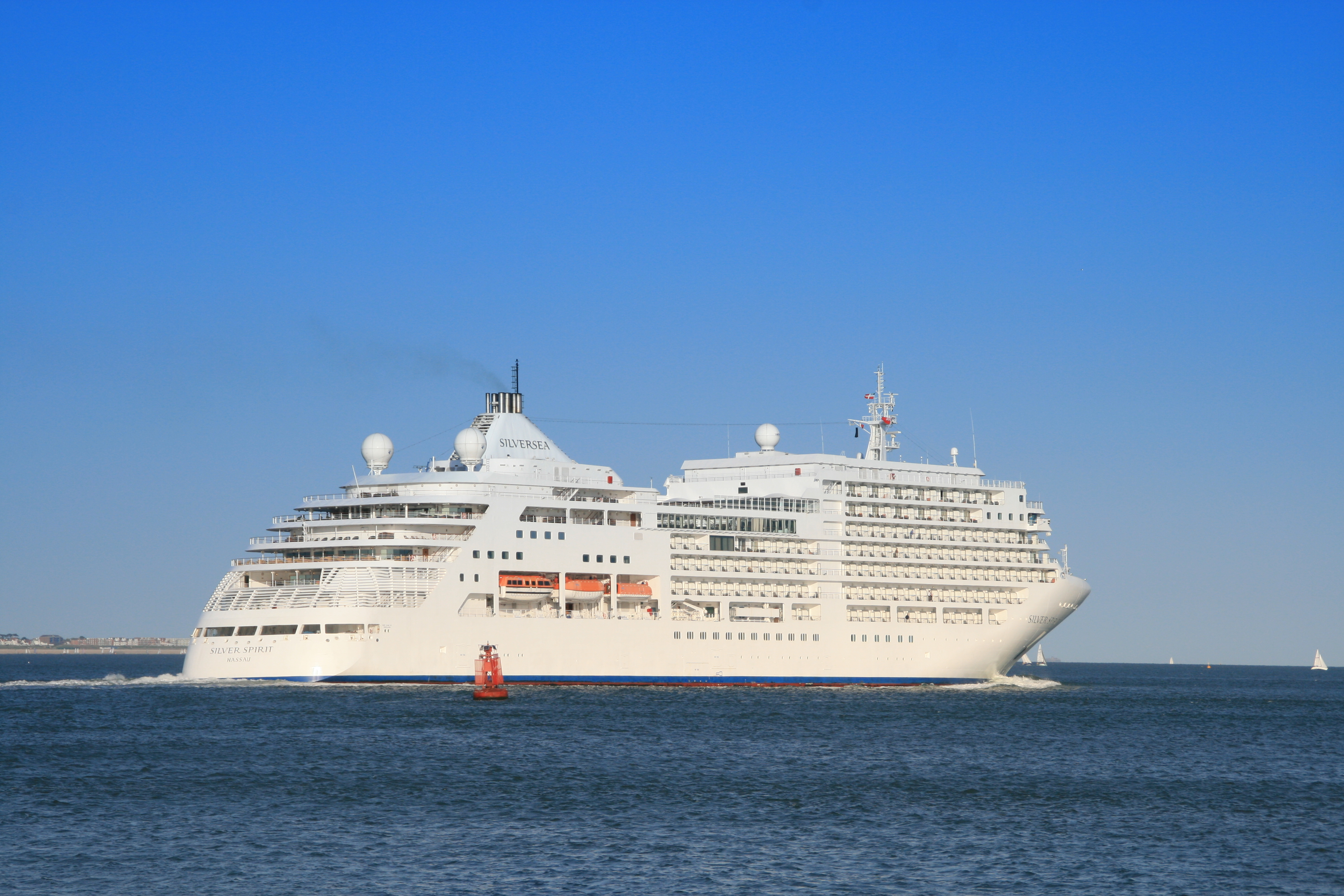